# Tomb Raider: The Angel of Darkness
Tomb Raider: The Angel of Darkness ist ein Action-Adventure von Core Design und das sechste Spiel um die Archäologin Lara Croft. Ursprünglich für November 2002 angekündigt, erschien es im Juni 2003 für Windows, Mac OS und – erstmals in der Seriengeschichte – für PlayStation 2. Als erstes Computerspiel unterstützte es die Grafikschnittstelle DirectX-9. The Angel of Darkness erhielt im Vergleich zu den Vorgängern deutlich negative Kritiken, weshalb Rechteinhaber Eidos Interactive den Serienschöpfern von Core die Weiterentwicklung der Reihe entzog und an sein amerikanisches Tochterstudio Crystal Dynamics übertrug. Mit Tomb Raider IV–VI Remastered ist im Februar 2025 ein Remaster von Tomb Raider VI erschienen.

## Handlung
Die Handlung spielt einige Monate nach dem vierten Teil, während dessen Ende Lara verschüttet wurde. Nicht geklärt wird jedoch, wie sich Lara befreien konnte (was in dem ersten der drei Romane zur Serie erläutert wird). Am Ende des fünften Teiles wird Lara von Werner von Croy gefunden.
Eine Reihe mysteriöser Mordfälle hält die Stadt Paris in Atem. Die Grausamkeit der Mordfälle sowie die okkulten, mit dem Blut der Opfer an die Wände des Tatorts gemalten Zeichen lassen die Bürger allgemein vom „Monster“ sprechen. Lara besucht ein paar Tage nach ihrer Rettung ihren Mentor Werner von Croy, welcher derzeit in Paris sesshaft ist. Als er im Verlauf des Treffens stirbt, muss Croft vor der nahenden Polizei fliehen. Tags darauf wird Lara als das Monster bezeichnet und muss untertauchen. Aus Aufzeichnungen ihres Mentors findet sie heraus, dass Werner seinen Tod bereits hat kommen sehen, da sein Geschäftspartner, „Meister“ Eckhart, mehrere Leute ermordet zu haben scheint. Auf der Flucht vor der Pariser Polizei versucht Lara mit Hilfe von Margot Carvier und dem Mafiaboss Bouchard Licht in Werners Tod zu bringen. Dabei stößt sie auf die Lux Veritatis, einen alten Orden, welcher im 15. Jahrhundert gegen die Cabal gekämpft hat.
Zwischen Eckhart und Lara entbrennt ein Wettlauf um fünf geheimnisvolle Kunstwerke, die sich unter anderem im Pariser Louvre als auch in Prag befinden. Schließlich erfährt Croft von der wahren Identität ihres Widersachers und seinen Absichten: Meister Eckhart ist der mächtige schwarze Alchemist der Cabal! Mit seinem magischen Handschuh tötet er seine Gegner und entnimmt ihre Organe. Denn zusammen mit den „Gemälden der Finsternis“ (engl. Original: „Obscura Paintings“, eigentlich handelt es sich um Kupferstiche) kann er so den Schläfer der gefallenen Engel (Nephilim) wiedererwecken und sein Ziel, die Erschaffung einer neuen Weltordnung, vollenden.
Um ihn aufzuhalten, bedarf es Kristallsplitter, bei deren Suche Kurtis Trent behilflich ist, da er ebenfalls versucht, Eckhart aufzuhalten. Sein Auftrag ist es den Mord an seinem Vater zu rächen. Nach zahlreichen Kämpfen gegen dessen genmanipulierte Schergen gelingt es, sowohl Eckhart als auch den Nephilim zu besiegen. In der letzten Szene des Spiels sieht man Kurtis’ Waffe auf dem Boden liegen. Lara hebt sie auf, sie bewegt sich, die Messerschneiden klappen heraus und deuten auf einen Ausgang. Lara lächelt und verlässt die unterirdische Halle.

## Spielweise
Für diesen Teil der Tomb-Raider-Reihe wurden Lara Crofts Interaktionsmöglichkeiten mit der Umgebung stark ausgebaut. Die Protagonistin kann erstmals mit verschiedenen Charakteren sprechen, wobei der Spieler die Möglichkeit hat, den Gesprächsverlauf zu beeinflussen, und Gegner, statt wie bisher lediglich mit Waffengewalt, nun auch mit Tritten und Schlägen besiegen. Außerdem ist es erstmals in einem Tomb-Raider-Titel möglich, abschnittsweise einen weiteren Charakter namens Kurtis Trent zu steuern.
Das Inventar teilt sich in die Punkte Gesundheit, Waffen, Rätsel und Tagebuch auf, wobei vor allem Letzteres immer wieder nützliche Tipps aufweist. Neu in Tomb Raider – The Angel of Darkness ist, dass man gefundene Gegenstände (Dublonen, Ringe, Weinflaschen) im Pariser Pfandhaus gegen Bargeld tauschen kann. Auf diese interessante Spielvariation wird jedoch im späteren Verlauf kein Einfluss mehr genommen. Neben verschieden großen Medipacks findet der Spieler Schokolade, die einem, wie im wirklichen Leben, ebenfalls einen geringen Energieschub bringt. Das Waffenarsenal umfasst mehrere Handfeuerwaffen, von der 9 mm über Schrotflinte bis zur halbautomatischen Maschinenpistole.
Das Speichern des Spielstandes ist jederzeit möglich, was den Schwierigkeitsgrad etwas reduziert. Generell liegt der Schwerpunkt, wie bei den meisten Tomb-Raider-Episoden, eher auf dem Lösen von Rätseln, Suchen von Schaltern und vor allem dem erfolgreichen Meistern von teils sehr anspruchsvollen Sprungkombinationen.

## Gegner
Neben den tierischen Gegner wie Ratten, Fledermäusen oder Hunden, kämpft Lara in The Angel of Darkness hauptsächlich gegen menschliche Gegner wie Polizisten, Mafia oder ähnlichem (→ Sanatorium). Des Weiteren lauern technische Hindernisse wie Tretminen, Überwachungskameras und Laseranlagen. Sogar mit Giftgasangriffen von französischen Spezialeinheiten wird die Spielheldin konfrontiert.
Besonders zu erwähnende Gegner:
- roter Obscura Geist (Level: Halle der Jahreszeiten) unbesiegbarer Bewacher des Gemäldes der Finsternis
- Proto-Nephilim (Level: Hochsicherheitstrakt)
- (mutierte) Boaz (Level: Rückkehr von Boaz)
- Skelettritter (Level: Grabstätte der Urahnen, Halle der Jahreszeiten, Das Gewölbe der Trophäen, Eckhardts Labor)
- Eckhard (Level: Eckhardts Labor)
- Karel (Level: Eckhardts Labor)

## Rezeption
- Bravo Screenfun: Note 2- (PS2) (Ausgabe 08/03)
- Computer Bild Spiele: Note 3,42 (PS2) (Ausgabe 09/03)
- Famitsu: 29 von 40 Punkten
- GameStar: 52 % (PC) (Ausgabe 09/03)
- PC Action: 70 % (PC) (Ausgabe 09/03)
- PC Games: 65 % (PC) (Ausgabe 09/03)
- 4Players: 68 % (PC), 70 % (PS2)[2]

Trotz der langen Entwicklungszeit entsprach das Spiel nicht den Vorstellungen von Eidos Interactive und vielen Spielern. Anfangs hochgelobt und als Neubeginn der Serie gefeiert, wurde es bald ob der offensichtlichen Programmierfehler und Nachlässigkeiten als Untergang der Serie angesehen. Nach diesem Flop wurde Core Design die Lizenz an Lara Croft durch Eidos entzogen und der Spieleentwickler Crystal Dynamics damit beauftragt, den Nachfolger Tomb Raider: Legend zu entwickeln.
Exklusiv in Deutschland wurde anlässlich des Erscheinens ein Song mit dem Discjockey Alex Christensen (u. a. „Das Boot“) aufgenommen, dessen Video Spielszenen aus The Angel of Darkness zeigt (Alex C. feat. Yasmin K. – „Angel of Darkness“).